# Pancorius kaskiae
Pancorius kaskiae är en spindelart som beskrevs av Zabka 1990. Pancorius kaskiae ingår i släktet Pancorius och familjen hoppspindlar. Inga underarter finns listade i Catalogue of Life.